# WNBA Draft 2010
Der WNBA Draft 2010 war die 14. Talentziehung der Women’s National Basketball Association und fand am 8. April 2010 in den NBA Studios in Secaucus im US-Bundesstaat New Jersey statt. Die erste Runde des Draft wurde landesweit auf ESPN2 ausgestrahlt. Die zweite und dritte Runde waren auf den Sendern NBA TV und ESPNU zu sehen.
Mit dem First Overall Draft-Pick wählten die Connecticut Sun die US-Amerikanerin Tina Charles aus. Auf den Plätzen zwei und drei wurden die US-Amerikanerinnen Monica Wright und Kelsey Griffin von den Minnesota Lynx selektiert. Insgesamt wurden in drei Runden 36 Spielerinnen aus sechs Nationen von den WNBA-Franchises ausgewählt. Als einzige europäische Spielerinnen wurden die Rumänin Gabriela Marginean (Connecticut Sun) an Position 26, die Britin Johannah Leedham (Minnesoty Lynx) an Position 27 sowie die Ungarin Tijana Krivacevic (Seattle Storm) an Position 34 ausgewählt.

## Draft-Reihenfolge
Die Draft-Reihenfolge wurde am 5. November 2009 nach Abschluss der Saison 2009 durch die Draft-Lotterie bestimmt. Dabei nahmen die fünf Teams teil, die sich nicht für die Play-offs in der Saison 2009 qualifizierten; beziehungsweise deren Wahlrecht-Inhaber. Das schlechteste Team der regulären Saison hatte eine Chance von 42 Prozent die Lotterie zu gewinnen; die beiden besten der fünf nicht für die Playoffs qualifizierten Teams hatte eine Chance von 7,6 Prozent.
Die Minnesota Lynx gewannen die Lotterie und rückten somit vom zweiten auf den ersten Rang in der Draft-Reihenfolge auf (Anmerkung: die Lynx waren zweimal in der Lotterie vertreten: einmal durch das Draft-Recht, welches sie von den New York Liberty erhielten (2. Rang) und einmal durch ihr eigenes Draft-Recht (3. Rang)).  Die Sacramento Monarchs, das schlechteste Team der regulären Saison, rutschte trotz der höchsten Siegchancen auf den zweiten Platz in der Draft-Reihenfolge ab.
Die Draft-Reihenfolge der acht Play-off-Teilnehmer wurde anhand deren Tabellenstandes in der regulären Saison gesetzt. Dabei galt, dass die Mannschaft mit den wenigsten Siegen auf Position sechs steht. Die Draft-Reihenfolge galt allerdings nur für die erste Runde des Draft. Die Draft-Reihenfolge der zweiten und dritten Runde wurde rein anhand des Tabellenstandes in der regulären Saison ermittelt. Die Mannschaften hatten allerdings die Möglichkeit über Transfers Wahlrechte anderer Teams zu erwerben beziehungsweise eigene an andere Teams abzugeben.

### Transfer von Erstrunden-Wahlrechten
| Datum           | Von                                 | Zu                             | Anmerkung |
| --------------- | ----------------------------------- | ------------------------------ | --- |
| 26. März 2009   | Phoenix Mercury                     | Los Angeles Sparks             | Die Phoenix Mercury transferierten ihr Erstrunden-Wahlrecht nach Los Angeles im Tausch gegen Temeka Johnson.                                                                                  |
| 5. Mai 2009     | Los Angeles Sparks New York Liberty | Minnesota Lynx                 | Die Minnesota Lynx erhielten in einem Tauschgeschäft mit den Los Angeles Sparks das Erstrunden-Wahlrecht (2. Rang in der Lotterie) von den New York Liberty.                                  |
| 12. Januar 2010 | Minnesota Lynx Connecticut Sun      | Connecticut Sun Minnesota Lynx | Die Minnesota Lynx transferierten ihr Erstrunden-Wahlrecht (1. Position) sowie Renee Montgomery nach Connecticut im Tausch gegen deren Erstrunden-Wahlrecht (2. Position) und Lindsay Whalen. |
| 7. April 2010   | Tulsa Shock                         | Connecticut Sun                | Die Tulsa Shock transferierten ihr Erstrunden-Wahlrecht im Draft 2010 sowie ihr Zweitrunden-Wahlrecht im Draft 2011 nach Connecticut im Tausch gegen Amber Holt und Chante Black.             |

## Dispersal Draft
Nachdem die Sacramento Monarchs am 20. November 2009 ihren Spielbetrieb einstellten, fand am 14. Dezember für die Spielerinnen des Franchise ein Dispersal Draft statt. Die Monarchs Spielerinnen Kara Lawson, Hamchétou Maïga-Ba und Ticha Penicheiro wurden vor dem Dispersal Draft zu Free Agents, da ihre Verträge am Ende der Saison 2009 ausliefen. Somit standen sie beim Dispersal Draft nicht zur Verfügung.
| #   | Spielerin          | Nationalität       | WNBA-Mannschaft          | vorherige WNBA-Mannschaft |
| --- | ------------------ | ------------------ | ------------------------ | ------------------------- |
| 1.  | Nicole Powell      | Vereinigte Staaten | New York Liberty         | Sacramento Monarchs       |
| 2.  | Rebekkah Brunson   | Vereinigte Staaten | Minnesota Lynx           | Sacramento Monarchs       |
| 3.  | DeMya Walker       | Vereinigte Staaten | Connecticut Sun          | Sacramento Monarchs       |
| 4.  | Courtney Paris     | Vereinigte Staaten | Chicago Sky              | Sacramento Monarchs       |
| 5.  | Laura Harper       | Vereinigte Staaten | San Antonio Silver Stars | Sacramento Monarchs       |
| 6.  | Kristin Haynie     | Vereinigte Staaten | Washington Mystics       | Sacramento Monarchs       |
| 7.  | Scholanda Robinson | Vereinigte Staaten | Tulsa Shock              | Sacramento Monarchs       |
| 8.  | abgelehnt          | –                  | Los Angeles Sparks       | Sacramento Monarchs       |
| 9.  | abgelehnt          | –                  | Atlanta Dream            | Sacramento Monarchs       |
| 10. | Chelsea Newton     | Vereinigte Staaten | Seattle Storm            | Sacramento Monarchs       |
| 11. | abgelehnt          | –                  | Indiana Fever            | Sacramento Monarchs       |
| 12. | abgelehnt          | –                  | Phoenix Mercury          | Sacramento Monarchs       |

## WNBA Draft

### Runde 1
| #   | Spielerin        | Nationalität       | WNBA-Mannschaft                                                                   | College/Profi-Team           |
| --- | ---------------- | ------------------ | --------------------------------------------------------------------------------- | ---------------------------- |
| 1.  | Tina Charles     | Vereinigte Staaten | Connecticut Sun (von New York Liberty, via Los Angeles Sparks und Minnesota Lynx) | University of Connecticut    |
| 2.  | Monica Wright    | Vereinigte Staaten | Minnesota Lynx (von Connecticut Sun)                                              | University of Virginia       |
| 3.  | Kelsey Griffin   | Vereinigte Staaten | Minnesota Lynx                                                                    | University of Nebraska       |
| 4.  | Epiphanny Prince | Vereinigte Staaten | Chicago Sky                                                                       | Rutgers University/Türkei    |
| 5.  | Jayne Appel      | Vereinigte Staaten | San Antonio Silver Stars                                                          | Stanford University          |
| 6.  | Jacinta Monroe   | Vereinigte Staaten | Washington Mystics                                                                | Florida State University     |
| 7.  | Danielle McCray  | Vereinigte Staaten | Connecticut Sun (von Tulsa Shock)                                                 | University of Kansas         |
| 8.  | Andrea Riley     | Vereinigte Staaten | Los Angeles Sparks                                                                | Oklahoma State University    |
| 9.  | Chanel Mokango   | Republik Kongo     | Atlanta Dream                                                                     | Mississippi State University |
| 10. | Alison Lacey     | Australien         | Seattle Storm                                                                     | Iowa State University        |
| 11. | Jené Morris      | Vereinigte Staaten | Indiana Fever                                                                     | San Diego State University   |
| 12. | Bianca Thomas    | Vereinigte Staaten | Los Angeles Sparks (von Phoenix Mercury)                                          | University of Mississippi    |

### Runde 2
| #   | Spielerin         | Nationalität       | WNBA-Mannschaft                         | College/Profi-Team                         |
| --- | ----------------- | ------------------ | --------------------------------------- | ------------------------------------------ |
| 13. | Kalana Greene     | Vereinigte Staaten | New York Liberty                        | University of Connecticut                  |
| 14. | Jenna Smith       | Vereinigte Staaten | Washington Mystics (von Minnesota Lynx) | University of Illinois at Urbana-Champaign |
| 15. | Allison Hightower | Vereinigte Staaten | Connecticut Sun                         | Louisiana State University                 |
| 16. | Ashley Houts      | Vereinigte Staaten | New York Liberty (von Chicago Sky)      | University of Georgia                      |
| 17. | Alysha Clark      | Vereinigte Staaten | San Antonio Silver Stars                | Middle Tennessee State University          |
| 18. | Shanavia Dowdell  | Vereinigte Staaten | Washington Mystics                      | Louisiana Tech University                  |
| 19. | Amanda Thompson   | Vereinigte Staaten | Tulsa Shock                             | University of Oklahoma                     |
| 20. | Angel Robinson    | Vereinigte Staaten | Los Angeles Sparks                      | University of Georgia                      |
| 21. | Brigitte Ardossi  | Australien         | Atlanta Dream                           | University of Georgia                      |
| 22. | Tanisha Smith     | Vereinigte Staaten | Seattle Storm                           | Texas A&M University                       |
| 23. | Armelie Lumanu    | Vereinigte Staaten | Indiana Fever                           | Mississippi State University               |
| 24. | Tyra Grant        | Vereinigte Staaten | Phoenix Mercury                         | Penn State University                      |

### Runde 3
| #   | Spielerin          | Nationalität           | WNBA-Mannschaft          | College/Profi-Team           |
| --- | ------------------ | ---------------------- | ------------------------ | ---------------------------- |
| 25. | Cory Montgomery    | Vereinigte Staaten     | New York Liberty         | University of Nebraska       |
| 26. | Gabriela Marginean | Rumänien               | Minnesota Lynx           | Drexel University            |
| 27. | Johannah Leedham   | Vereinigtes Königreich | Connecticut Sun          | Franklin Pierce University   |
| 28. | Abi Olajuwon       | Vereinigte Staaten     | Chicago Sky              | University of Oklahoma       |
| 29. | Alexis Rack        | Vereinigte Staaten     | San Antonio Silver Stars | Mississippi State University |
| 30. | Alexis Gray-Lawson | Vereinigte Staaten     | Washington Mystics       | University of California     |
| 31. | Vivian Frieson     | Vereinigte Staaten     | Tulsa Shock              | Gonzaga University           |
| 32. | Rashidat Junaid    | Vereinigte Staaten     | Los Angeles Sparks       | Rutgers University           |
| 33. | Brittainey Raven   | Vereinigte Staaten     | Atlanta Dream            | University of Texas          |
| 34. | Tijana Krivacevis  | Ungarn                 | Seattle Storm            | –                            |
| 35. | Joy Cheek          | Vereinigte Staaten     | Indiana Fever            | Duke University              |
| 36. | Nyeshia Stevenson  | Vereinigte Staaten     | Phoenix Mercury          | University of Oklahoma       |